# Кристијан Фрис
Кристијан Фрис (Сента, 21. април 1984) је репрезентативац Србије у рвању грчко-римским стилом. Освајач је медаље на Светском и Европском првенству као и учесник Олимпијских игара.

## Каријера
Фрис је почео рвањем да се бави 1996. године као тинејџер. За кадетску репрезентацију дебитовао је на Европском првенству 2000. Свој потенцијал најавио је на Европском првенству за јуниоре 2002. у Суботици када је освојио бронзану медаљу. Након седмог места на Светском првенству за јуниоре 2003, 2004. године остварио је свој највећи успех у јуниорској конкуренцији освајањем златне медаље на Европском првенству. Сениорску каријеру започео је освајањем петог места на Европском првенству и златне медаље на Медитеранским играма 2005. Година 2007. била је изузетно успешна за Фриса. Прво је освојио бронзану медаљу на Европском првенству, а затим и на Светском првенству чиме је обезбедио пласман на своје прве Олимпијске игре. На ОИ у Пекингу Фрис је освојио седмо место пошто је у репесажу поражен од славног Иранца Суријана. На Медитеранским играма у Пескари 2009. освојио је златну медаљу. На Светском првенству 2013. заузео је девето место, а на Медитеранским играма је освојио бронзану медаљу. На Европским првенствима 2014. и 2016. био је пети. Фрис се квалификовао за своје друге Олимпијске игре освајањем другом места на квалификационом турниру одржаном у Зрењанину.